# Nairobi Challenger 1987
Il Nairobi Challenger 1987 è stato un torneo di tennis facente parte della categoria ATP Challenger Series nell'ambito dell'ATP Challenger Series 1987. Il torneo si è giocato a Nairobi in Kenya dal 2 all'8 febbraio 1987 su campi in terra rossa.

## Vincitori

### Singolare
Luca Bottazzi ha battuto in finale  Paul Wekesa con il punteggio di 6–2, 7–6

### Doppio
Anand Amritraj /  Srinivasan Vasudevan hanno battuto in finale  Antonio Altobelli /  Giovanni Lelli Mami con il punteggio di 6–3, 6–4